# 庭田秀子
庭田 秀子（にわた ひでこ、生年不詳 - 貞享2年4月2日（1685年5月4日））は、後光明天皇の典侍。礼成門院孝子内親王の母。父は右近衛中将従四位上庭田重秀だが、母は明かではない。

## 生涯
秀子は最初桂方と呼ばれていた。その後典侍に任じられた後は本姓から源典侍、源大典侍や、小一条局と呼ばれた。慶安3年（1650年）10月15日に女一宮が生まれる。後に孝子と名づけられる。後光明天皇はこの4年後崩御してしまう。
天皇の治世が短かったためか秀子についての記録も少ない。皇女孝子は天和4年（1683年）に内親王宣下を受けるが秀子はその2年後の貞享2年（1685年）4月2日に卒去する。栄雲院と諡された。墓所は京都府宮津市の智恩寺。